# Raddia
Raddia es un género de plantas herbáceas perteneciente a la familia de las poáceas. Es originario del centro y sur de América.

## Especies
Las especies descritas de Raddia son 9:
- Raddia angustifolia Soderstr. y Zuloaga
- Raddia brasiliensis Bertol.
- Raddia distichophylla (Steud. ex Nees) Chase
- Raddia guianensis (Brongn.) C.L.Hitchc.
- Raddia lancifolia R.P.Oliveira y Longhi-Wagner
- Raddia megaphylla R.P.Oliveira y Longhi-Wagner
- Raddia portoi Kuhlm.
- Raddia soderstromii R.P.Oliveira, L.G.Clark y Judz.
- Raddia stolonifera R.P.Oliveira y Longhi-Wagner